# Heliophanus recurvus
Heliophanus recurvus este o specie de păianjeni din genul Heliophanus, familia Salticidae, descrisă de Simon, 1868. Conform Catalogue of Life specia Heliophanus recurvus nu are subspecii cunoscute.